# Joseph Darst
Joseph M. Darst, né le 18 mars 1889 à Saint-Louis et mort dans cette même ville le 8 juin 1953, est le 37e maire de Saint-Louis.
Démocrate, il a administré la ville de 1949 à 1953, succédant à Aloys P. Kaufmann. Son propre successeur est Raymond Tucker.
Le mandat de Joseph Darst est marqué par un effort important dans le renouvellement urbain et le développement du parc du logements sociaux.